# Полярная ячейка
Полярная ячейка, или полярный вихрь, — элемент циркуляции земной атмосферы в приполярных районах Земли, имеет вид приповерхностного вихря, который закручивается на запад, выходя из полюсов; и высотного вихря, закручивающегося к востоку.

## Механизм
Это довольно простая циркуляционная система, движущей силой которой служит разница в нагреве земной поверхности у полюсов и на умеренных широтах. Хотя в районе полярного фронта около 60 градусов южной и северной широт воздух холоднее и суше, чем в тропиках, но он все еще достаточно теплый, чтобы образовать конвекционный поток. Циркуляция воздуха ограничена тропосферой, то есть слоем от поверхности до высоты около 8 км. Тёплый воздух поднимается на низких широтах и движется к полюсам в верхних слоях тропосферы. Достигая полюсов, воздух охлаждается и опускается, образуя зону высокого давления — полярный антициклон.
Приповерхностный воздух движется между зоной высокого давления полярного антициклона и зоной низкого давления полярного фронта, отклоняясь на запад под действием силы Кориолиса, в результате чего у поверхности формируются восточные ветры — восточные ветры полярных районов, окружающие полюс в виде вихря.
Поток воздуха от полюсов образует очень длинные волны — волны Россби, которые играют важную роль в определении пути высотного струйного потока в верхней части ячейки Феррела, циркуляционной ячейки, которая находится на низких широтах.

## Сезонные и географические особенности
Полярная ячейка чётко выражена зимой, когда температурный градиент наибольший, и уменьшается или даже исчезает летом. Антарктическая полярная ячейка в целом выражена чётче арктической из-за меньшего влияния суши на периферии и менее выраженных волн Россби, которые влияют на разрушение ячейки в Арктике. Внезапное разрушение полярной ячейки известно как «внезапное стратосферное потепление», при котором верхние слои атмосферы могут нагреться на 30—50 градусов за несколько дней.
В целом арктическая ячейка вытянута и имеет два центра — над Баффиновой Землёй (летом сдвигается к Берингову морю) и над северо-восточной Сибирью, последняя зона известна как Азиатский антициклон. В редких случаях антициклон может продвинуться значительно южнее, как это случилось над Северной Америкой в 1985 году, приводя к рекордно низким значениям температуры.

## Истощение озона
Химический состав полярных ячеек, особенно четко выраженной антарктической ячейки, приводит к истощению озона в стратосфере и образованию озоновых дыр. Азотная кислота в полярных перламутровых облаках реагирует с фреонами и некоторыми другими соединениями с образованием ионов хлора и брома, которые катализируют фотохимическое разрушение озона. Подобные облака эффективно формируются лишь при условии температур до −80 °C, которые редко достигаются в Арктике, что объясняет меньшие масштабы истощения озона в этой зоне. Концентрации хлора растут зимой, из-за чего минимальные концентрации озона достигаются весной, когда в полярные районы возвращается солнечный свет.